# Olga Kijowska
Olga Kijowska, Olga Mądra, Olga, wielka księżna, równa apostołom cs. Rawnoapostolnaja Olga, wielikaja kniaginia Russkaja,  Ольга, Helga (ur. ok. 923/927 w Wybuti koło Pskowa, zm. 969) — wielka księżna kijowska, święta Kościoła katolickiego i prawosławnego.

## Żywot świętej
Olga była żoną księcia Rusi Kijowskiej, Igora Rurykowicza i matką księcia Światosława I. Po śmierci męża (ok. 945), zabitego przez Drewlan, w imieniu małoletniego syna Światosława I, objęła jako regentka władzę w księstwie i sprawowała ją do roku 969.
Po śmierci męża Drewlanie wysłali poselstwo do księżnej z propozycją małżeństwa z księciem drewlańskim Małem, starając się naprawić wyrządzoną krzywdę. Wściekła Olga, pozornie przyjmując oświadczyny, kazała podstępnie zabić posłów. Śmierć spotkała także członków kolejnego poselstwa. W następnym roku Olga najechała plemię Drewlan. Zburzono główny gród Iskorosteń, zabito tysiące ludzi, wśród nich prawdopodobnie także konkurenta do ręki księżnej. W ten sposób wcieliła ich ziemie do swego księstwa. 
Jednak według hipotezy przedstawionej przez D.I. Prozorowskiego w 1864 Mał był wzięty do niewoli i identyczny z Małem Lubczaninem, ojcem Małuszy, konkubiny Światosława I i matki Włodzimierza Wielkiego.
Jako regentka nieletniego syna, który spędzał głównie czas na wyprawach wojennych, zajmowała się sprawami wewnętrznymi. Chcąc uniknąć kłopotów jakie sprawiali jej Drewlanie, wprowadziła na Rusi Kijowskiej podatki, prawo sądowe oraz uregulowała daninę. Podporządkowała Kijowowi księstwo nowogrodzkie, odnowiła traktaty handlowe z Bizancjum.
W 957 przyjęła chrzest w Konstantynopolu jako Helena i rozpoczęła proces chrystianizacji kraju.

## Kult

### Relikwie
Za panowania księcia Włodzimierza odkryto, że ciało Olgi nie uległo rozkładowi. Na Rusi był to pierwszy przypadek otwarcia relikwii, które złożono w soborze św. Zofii Mądrości Bożej w Kijowie. Stały się one źródłem licznych cudownych uzdrowień, które opisał zakonnik Jakub w XI wieku w Pochwale księżnej Olgi. Do kultu księżnej Olgi przyczynił się metropolita kijowski Hilarion, który w swej homilii Słowo o zakonie i łasce tak wspomina Olgę, uznając ją i wnuka (Włodzimierza I Wielkiego) za postaci istotne dla chrystianizacji Rusi:

O naśladowco Konstantyna Wielkiego [Włodzimierzu]…
Tyś z babką swoją Olgą
Przyniósł krzyż z nowego Jeruzalem, z Carogrodu […]

Na początku XVIII w. relikwie ukryto w nieznanym miejscu i dotychczas nie odnaleziono.
W wyniku szerzącego się kultu księżnę Olgę zaliczono lokalnie do grona świętych, prawdopodobnie w II połowie XIII wieku, jednak dopiero w 1574 roku Ruska Cerkiew Prawosławna urzędowo zatwierdziła jej kult szerząc go na cały Kościół (prawosławny), nadając tytuł „równej apostołom”.

### Dzień obchodów
Kościół katolicki wspomina św. Olgę 11 lipca, natomiast Cerkiew prawosławna – 11/24 lipca, tj. 24 lipca według kalendarza gregoriańskiego.

### Ikonografia
W ikonografii święta przedstawiana jest jako dojrzała kobieta, ubrana w bogato zdobione czerwono-złote szaty książęce i koronę, najczęściej wyobrażana z krzyżem w prawej dłoni.

### Patronat
Święta Olga jest patronką wdów i nawróconych w Cerkwi prawosławnej.